# Alfred Jüttner
Alfred Jüttner (* 17. März 1917 in Jägerndorf; † 30. April 1999) war ein deutscher Jurist und Publizist.

## Leben
Jüttner studierte Rechtswissenschaften und Politikwissenschaften in Prag, Berlin und München. 1950 wurde er in der Hochschulverwaltung tätig, 1952 wurde er bei Friedrich August von der Heydte an der Rechts- und wirtschaftswissenschaftlichen Fakultät der Johannes Gutenberg-Universität Mainz mit der Dissertation Nationalitätenrechte und Selbstbestimmungsrecht der Völker. Ein Beitrag zu den staatsrechtlichen und völkerrechtlichen Veränderungen im böhmisch-mährischen Raum zum Dr. jur. promoviert.
Von 1956 bis 1982 war er Syndikus der Hochschule für Politik München sowie Lehrbeauftragter an den Universitäten in München und Würzburg. Jüttner wurde 1980 ordentliches Mitglied der Geisteswissenschaftlichen Klasse der Sudetendeutschen Akademie der Wissenschaften und Künste. Er ist Autor mehrerer Bücher u. a. bei der Bayerischen Landeszentrale für politische Bildungsarbeit und war Redakteur der Zeitschrift für Politik.

## Auszeichnungen
- Bundesverdienstkreuz am Bande

## Schriften (Auswahl)
- Die europäische Einigung. Entwicklung und Stand (= Geschichte und Staat. Bd. 120). Olzog, München u. a. 1966.
- Wahlen und Wahlrechtsprobleme (= Geschichte und Staat. Bd. 137). Olzog, München u. a. 1970, ISBN 3-7892-7011-3.
- Die deutsche Frage. Eine Bestandsaufnahme. Heymann, Köln u. a. 1971, ISBN 3-452-17327-5.
- mit Hans-J. Liese: Taschenbuch der europäischen Parteien und Wahlen (= Geschichte und Staat. Bd. 208/209). Olzog, München 1977, ISBN 3-7892-7119-5.
- 1945–1995, 50 Jahre Ringen um Deutschland (= Junge Wissenschaft. Bd. 7). Vögel, München 1995, ISBN 3-925355-56-1.